# Allan Ryding
Allan Ryding, egentligen Martin Adolf Erland Ryding, född 29 december 1882 i Alsike, död 9 januari 1943 i Askim, var en svensk teaterdirektör och skådespelare. 
Allan Ryding var son till trädgårdsmästaren Carl Adolf Ryding. Efter läroverksstudier i Uppsala studerade han först musik men övergick snart till teatern. Ryding studerade vid Dramatens elevskola 1901–1902 och studerade samtidigt för Signe Hebbe och Hedvig Winterhjelm. Han inledde sin teaterkarriär i Hjalmar Selanders teatersällskap, där han stannade till 1906. 1906-1908 var han engagerad hos Knut Lindroth, där hans främsta roller var Hjalmar Ekdal i Ibsens Vildanden, Wilhelm i Oehlenschlägers Axel och Valborg och Cassio i Shakespeares Othello. Därefter var han 1908–1909 anställd hos Axel Hultman, där hans största framgång var Elis i Strindbergs Påsk. 1910 grundade han ett eget teatersällskap som han turnerade med fram till 1942. 
Ryding är begravd på Norra begravningsplatsen utanför Stockholm. Han var sedan 1904 gift med skådespelaren Margot Ryding (född Rolén) och var far till skådespelaren Anna-Lisa Ryding.